# 翠茎冷水花
翠茎冷水花（学名：Pilea hilliana）是荨麻科冷水花属的植物。分布于越南以及中国大陆的贵州、广西、西藏、云南等地，生长于海拔1,100米至2,600米的地区，多生长在山谷林下阴湿处，目前尚未由人工引种栽培。